# Cathédrale Notre-Dame-des-Sept-Douleurs de Constantine
La cathédrale Notre-Dame-des-Sept-Douleurs de Constantine est une ancienne cathédrale catholique romaine située à Constantine en Algérie, qui a été l'église-mère du diocèse de Constantine et Hippone de 1876 à 1962, date à laquelle elle fut rendue au culte musulman, son affectation d'origine.
Elle a été classée monument historique pendant l'époque coloniale, classement confirmé en 1967 par l'Algérie indépendante. 

## Histoire
Avant de devenir cathédrale, l'église Notre-Dame-des-Sept-Douleurs est née de la transformation d'une mosquée en édifice cultuel catholique. Il ne s'agit donc pas d'une construction ex nihilo mais de la reconversion d'un édifice de culte musulman en église paroissiale : la mosquée Souk el Ghzel, l'une des quatre plus importantes de la ville, implantée près du palais du bey Ahmed , devenu siège du commandement militaire français dès 1837.

### Mosquée Souk el Ghzel (de 1730 à 1839)
Cette mosquée, qui porte le nom du marché de la laine filée près duquel elle se trouve, a été érigée à Constantine au XVIIIe siècle pendant la période ottomane et sous le règne de Hassan Bey. Sa construction, commencée en 1703, s'est achevée au plus tard en 1730 et serait attribuée à Abbas ben Alloul Djelloul, originaire de l'actuel Maroc. Abbas était le bach kateb (équivalent de secrétaire général de gouvernement) du beylik de l'Est auprès de Hassan Bey. La mosquée achevée, il fait graver son nom « au premier tiers du cinquième vers » d'une inscription placée au-dessus de la porte principale de « son œuvre pieuse », en assurant ainsi la mémoire.
La mosquée se trouve donc antérieure de près d'un siècle au palais construit par le bey Ahmed à partir de 1826 et dans lequel elle se trouve encastrée côté nord. 
Une maquette de la ville de 1830, dite maquette de « Constantine à l'époque arabe », due à l'artiste peintre Alphonse Elie Juge, permet d'en apprécier le volume dans la ville et d'en voir l'environnement avec, à l'est, la rue commerçante de Souk el Ghzel ; à l'ouest, un talus dit « ed Derb » et quelques maisons ; au sud, une ruelle ou impasse où se trouvait vraisemblablement l'entrée de l'édifice. 
Dans son état primitif, la mosquée comprenait une salle de prière de forme rectangulaire avec le mihrab à l'est, creusé dans l'épaisseur du mur et flanqué de part et d'autre de deux colonnettes en marbre noir et blanc. Le mur intérieur du mihrab et son ornementation ont été conservés par les architectes de l'église et sauvegardés depuis, transmettant ainsi l'image intérieure de la mosquée d'origine.

### Église paroissiale Notre-Dame-des-Sept-Douleurs (de 1839 à 1876)
Au moment de la prise de Constantine par les Français, il existait 77 mosquées dans la ville dont une seule est transformée en église pour desservir les fidèles en grande majorité militaires. Constantine est alors une ville de garnison et son premier curé, l'abbé Suchet, est l'ancien aumônier des troupes : le choix se serait donc naturellement porté sur la mosquée Souk el Ghzel, vue comme une annexe du palais ottoman où s'était installé le commandement militaire. 
L'abbé Suchet, qui consacre l'édifice à la Vierge Marie sous le vocable Notre-Dame-des-Sept-Douleurs, y célèbre sa première messe le dimanche 3 mars 1839. L'église est alors sous la responsabilité du génie militaire qui veille à son entretien et se contente de l'adapter, intérieurement, au culte catholique. 
Vers 1845, l'église passe sous la dépendance du service des bâtiments civils et de la voierie. Depuis juin 1844, une ordonnance a créé la « cité européenne » et les colons ne cessent d'affluer. L'architecte Clément Meurs entreprend alors son agrandissement en dotant l'ancienne salle de prière de la mosquée d'une cinquième nef, ce qui rapproche le plan de l'édifice du plan d'une église catholique en permettant, grâce au nombre impair de nefs, le dégagement d'une nef axiale. Cette première transformation permet de corriger l'emplacement de l'entrée et du chœur de l'édifice qui se trouvaient désaxés. Dans un projet élaboré en 1852, l'architecte Jean-Baptiste Auber propose de requalifier l'entrée en lui donnant un caractère plus monumental et de démarquer le chœur de l'ensemble du plan « en le logeant à l'intérieur d'une forme polygonale et en le rehaussant par rapport au niveau de la salle ». Toutefois, les autorités temporisent, le plan d'alignement et de nivellement de la ville de Constantine prévoyant la destruction de l'édifice au profit d'une église nouvelle. 
En 1858 puis en1859, Meurs, qui est devenu l'architecte en chef de l'église, sauve l'édifice en lui donnant une dimension urbaine : il fait valoir qu'il donnera une ordonnance au projet de régularisation de la place du palais, qui a vocation à devenir la place la plus importante de Constantine. La réorganisation des abords du lieu de culte et la rénovation de ses façades donneront selon lui un style à la place et aux bâtiments publics qui l'entoureront. Dans ce projet, l'église est alors dégagée de ce qui l'entoure, ses façades sont reprises en conséquence, le chœur prend la forme d'un octogone flanqué de part et d'autre d'une sacristie, élevé en hauteur pour lui donner un caractère imposant. L'architecte donne aux façades un style mauresque en s'inspirant des décors intérieurs de l'ancienne mosquée dont il reconnaît la valeur esthétique. La mise en œuvre du projet se fait plusieurs années plus tard, vraisemblablement en 1867, au moment de la refondation du diocèse de Constantine. L'église est dotée d'un clocher qui succède au minaret, le chœur est surmonté d'un dôme inspiré de celui de Florence,. En 1869, Notre-Dame-des-Sept-Douleurs reçoit sa première cloche, un bourdon qui est baptisé Augustin, le 8 septembre, par le premier évêque de Constantine, Félix de Las Cases.

### Cathédrale de Constantine (de 1876 à 1962)

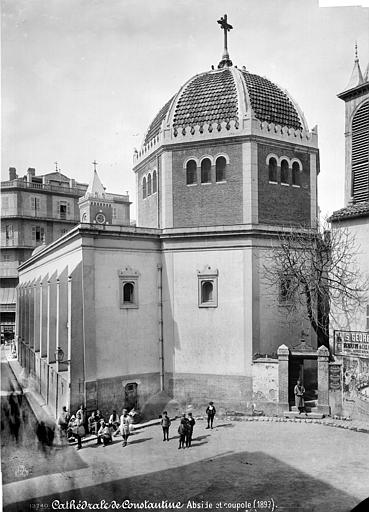
Le dôme surmonté de la croix latine en 1893.

En 1876, l'église paroissiale est élevée au rang de cathédrale et devient le siège épiscopal du diocèse. Son carillon, composé de quatre cloches, est désormais complet.  
Quelques mois après la reconnaissance par la France de l'indépendance de l'Algérie, le 14 novembre 1962, la cathédrale est désaffectée et rendue au culte musulman. Elle prend alors le nom de mosquée Hassan Bey.

Deux ans plus tard, la basilique Saint-Augustin d'Annaba est proclamée pro-cathédrale du diocèse.

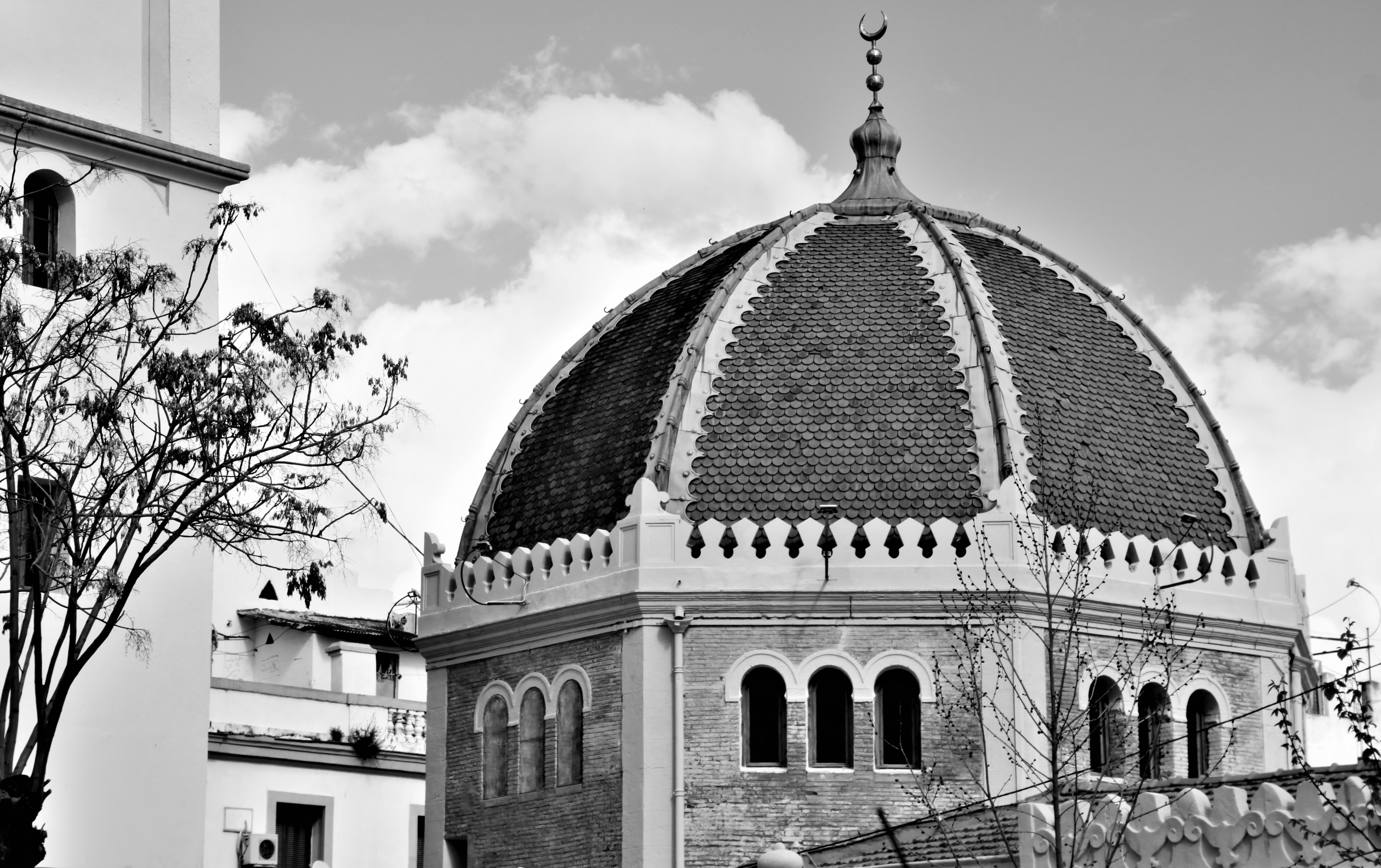
Le dôme surmonté du croissant de lune en 2018.

### Mosquée Hassan Bey (depuis 1962)
Dans la perspective de la manifestation Constantine, Capitale de la culture arabe 2015, la wilaya de Constantine a annoncé en septembre 2013 la réhabilitation ou la rénovation de plusieurs mosquées de la vieille ville et de ses alentours, au nombre desquelles la mosquée Hassan Bey. Sur les douze mosquées concernées, le chantier de cette mosquée historique a été mené à terme et a été réceptionné en 2017. L'inauguration a eu lieu le 25 mai 2017.

## Protection juridique
Sous l'époque coloniale, la cathédrale est classée par l'administration française par arrêté du gouverneur général du 27 avril 1903, classement confirmé par l'Algérie indépendante au titre de l'ordonnance n° 67-281 du 20 décembre 1967 relative aux fouilles et à la protection des sites et monuments historiques et naturels. L'ancienne cathédrale figure en tant que mosquée sur la liste des sites et monuments classés de la wilaya de Constantine.

## Architecture
L'ancienne cathédrale est qualifiée à la fin du XIXe siècle de « monument hybride » dans la mesure où il s'agit d'une mosquée transformée en église. Elle résulte cependant plus d'une réappropriation et adaptation d'un lieu de culte préexistant que d'une reconstruction. Elle relève d'un style que l'on peut qualifier de « mauresque » qui fait cohabiter éléments authentiques de l'art ottoman conservés de l'édifice originel et éléments d'imitation apportés dans les reprises ou ajouts nécessaires au culte catholique. Dans son rapport à l'évêque d'Alger du 11 septembre 1858, Clément Meurs insiste sur le « caractère qu'elle doit conserver ». Il propose donc pour les aménagements extérieurs de l'édifice « un style homogène inspiré de la décoration architecturale de la salle de prière et du mihrab conservé de l'ancienne mosquée ».

### Plan
La mosquée d'origine était et est restée « non suspendue », c'est-à-dire d'un seul niveau. Elle présentait un plan rectangulaire et plus précisément barlong. Elle comprenait une salle de prière, une cour côté nord qui a disparu lors de sa transformation en église et un seul minaret converti en clocher. Ce plan régulier est qualifié de plan arabe.
Ce plan a été corrigé en 1849 pour le rapprocher du plan d'une église « conforme » : de barlong, il est devenu oblong avec l'ajout d'une nef axiale et la création d'un chœur au nord, gagné tant sur l'espace qui était vraisemblablement occupé par la cour de la mosquée primitive que sur l'espace public à l'occasion des opérations d'alignement de la rue postérieure à l'édifice. Ce chœur de forme octogonale est dégagé de l'édifice par trois côtés et flanqué de deux sacristies, elles intégrées à l'édifice. Ces aménagements font ainsi évoluer le plan d'origine vers un plan basilical.

### Orientation
La salle de prière de la mosquée primitive comprenait sept nefs perpendiculaires et quatre nefs parallèles au mur de la qibla situé à l'est de l'édifice. Les fidèles musulmans formaient donc des rangs parallèles à ce mur au milieu duquel se situait le mirhab. Il est probable que les fidèles catholiques le faisaient aussi jusqu'à ce que soit aménagée la nef axiale et construit le chœur, réorientant l'édifice et amenant les fidèles à s'aligner dans la largeur de l'édifice, donc perpendiculairement au mur de la qibla. 

### Parties constitutives de l'édifice catholique

#### Nef
La nef de l'église (au sens de salle oblongue allant de l'entrée au chœur) est constituée d'un vaisseau central flanqué de part et d'autre de deux vaisseaux collatéraux. Elle ne présente pas de transept ayant conservé le plan rectangulaire d'origine.  
La nef est naturellement éclairée par des fenêtres situées en partie haute des murs, qui donnent sur l'extérieur. Ces fenêtres, qui sont d'origine, sont cintrées et vitrées de verre coloré présentant divers motifs géométriques. Leurs huisseries sont en bois. Dans une description qui date de 1880, il est fait état de « lanternes arabes fort anciennes » suspendues entre les colonnes qui séparent la nef du chœur.  
La salle de prière de la mosquée primitive, de type hypostyle, présentait une configuration compatible avec sa nouvelle destination cultuelle. Elle n'a donc pas subi de transformations structurelles. Les voûtes et coupoles sont supportées par des colonnes à chapiteaux de gypse. Les colonnes de granit seraient d'époque romaine et proviendraient de ruines situées sur la route de Constantine à Batna.  
La nef garde le mihrab qui a accueilli un temps l'autel principal de l'église pour les offices. Dans la description de 1880, le mihrab fait office de chapelle latérale avec autel dédié à la Vierge. Une carte postale des intérieurs de la cathédrale du début du XXe siècle appartenant à la collection Y. Boudjada et numérisée par sa propriétaire, qui a pour sujet principal le mihrab, donne une image de cet aménagement. Précédée d'un gradin recouvert d'un tapis, la niche est occupée par un autel dont la table repose sur un soubassement de type architectural, délicatement ouvragé, qui présente une suite d'arcs retombant sur de fines colonnettes. L'exposition de la statue est composée de trois gradins droits superposés encadrant un tabernacle parallélépipédique. Le mihrab a conservé sa structure et son décor. La niche en demi-cercle creusée dans le mur est de plan pentagonal. Curviligne, elle présente la forme d'un arc surhaussé et se trouve surmontée d'un cul de four orné d'entrelacs. 

#### Chœur
Le chœur, tel qu'il apparaît dans le plan de 1859, abrite le maître autel dressé du côté du mur axial de l'octogone avec, installées de part et d'autre, les stalles destinées aux membres du clergé.

#### Porche
Le porche est aménagé à l'autre bout de l'axe dans la façade sud qui devient ainsi la façade principale de l'édifice. Les fonds baptismaux sont placés dans l'angle ouest, au bas de la nef. 

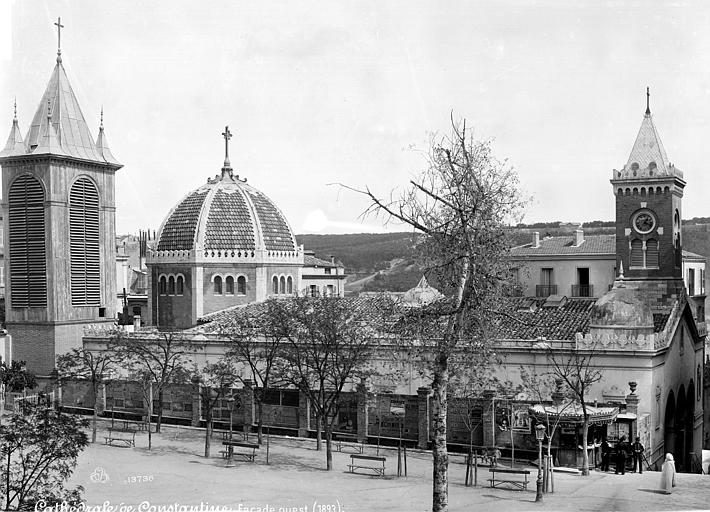
La cathédrale vue de l'ouest avec, de droite à gauche, le premier clocher construit à la place de l'ancien minaret, la coupole du chœur et le second clocher avec ses abat-sons.

#### Clochers
Le premier clocher a succédé au minaret primitif qui présentait des lézardes mais dont il garde la section carrée. Il est surmonté d'une croix et porte une horloge sur l'une de ses faces. Une seconde tour, plus importante, est construite par la suite à l'angle nord-ouest du monument dont la date d'édification n'est pas connue mais qui apparaît sur les photographies de la cathédrale prises en 1893 par Médéric Mieusement. Il est probable que ce second clocher a été construit pour accueillir les quatre cloches de la cathédrale ainsi qu'en témoignent les abat-sons de la tour visibles sur ce cliché. Le bourdon, installé dans le premier clocher, a été fondé en 1869 avant que l'église ne devienne cathédrale. Les trois autres ont été fondées en 1876 pour Félix-Louis (qui sonne en ré) ainsi que Dolorès-Joséphine (qui sonne en mi bémol) et en 1877 pour Emma-Vivantia (qui sonne en sol). Toutes quatre ont été coulées à Lyon dans la fonderie Burdin.

### Couvrements

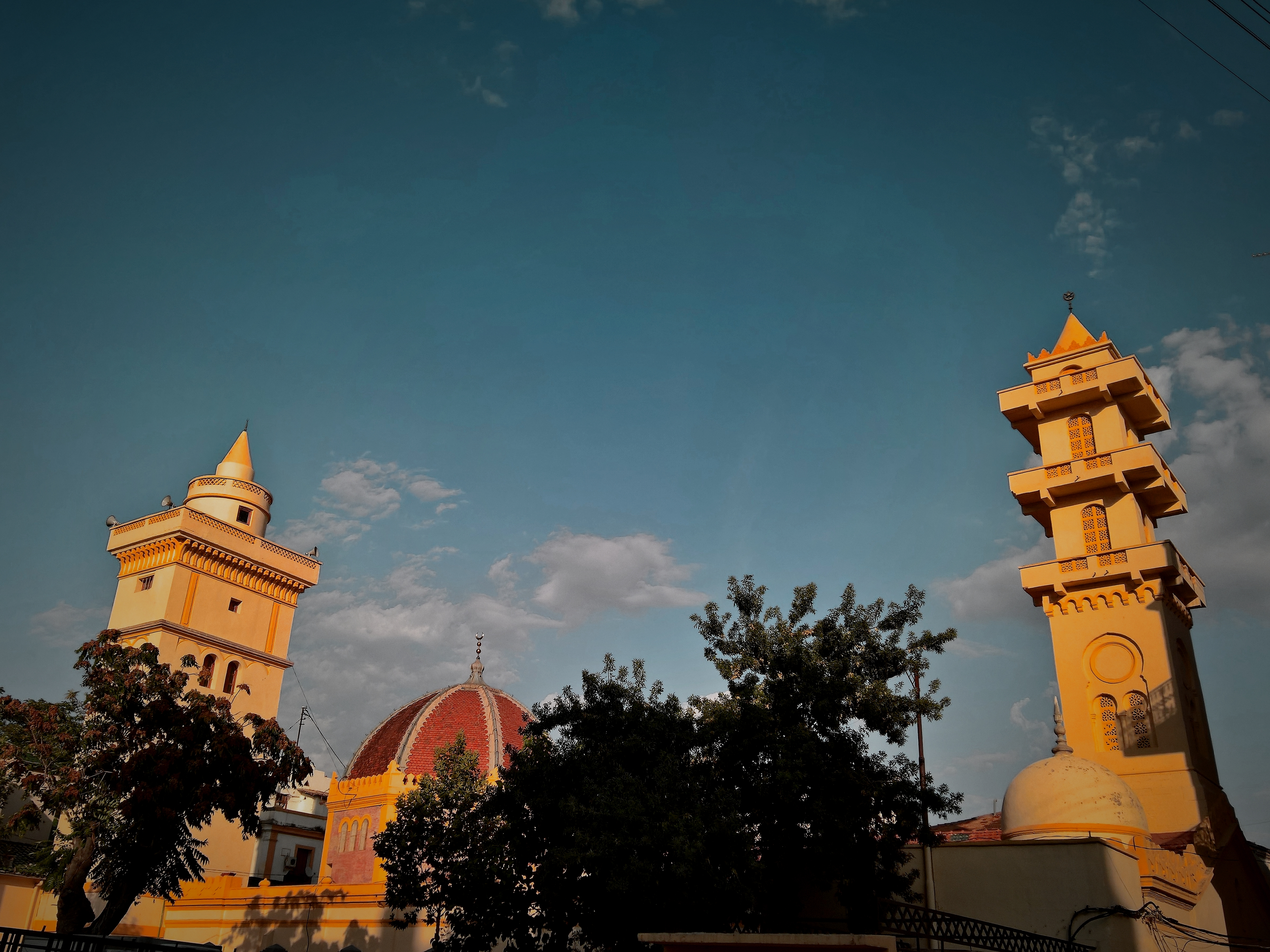
La mosquée Hassan Bey en 2018.

La nef de la cathédrale a gardé les voûtes d'arête et les coupoles de la salle de prière de la mosquée primitive. La création du chœur octogonal a conduit l'architecte Meurs à adopter un couvrement en coupole. La calotte à six pans, sans oculus central, est coiffée de tuiles en écailles et entourée d'une balustrade. Elle repose sur un tambour hexagonal dont les murs sont percés en partie haute d'un triplet de baies ouvertes en plein-cintre qui éclairent le chœur. Ce dôme a été conservé après l'Indépendance.
Les clochers étaient recouverts d'un toit en croupe très pointu. Ils ont été complètement remaniés en minarets après 1962.

## Destin des cloches de Constantine
Lorsque la cathédrale redevient mosquée, son carillon est déposé et rapatrié en France, à leurs frais, par cinq frères entrepreneurs de travaux publics à Constantine, les frères Roland de Montargis. Les quatre cloches sont déposées à la fonderie de cloches Bollée à  Orléans. L'année suivante, la fonderie reçoit la visite impromptue de l'abbé Boreau, en visite dans cette ville, qui se trouve alors en charge de l'église prieurale Notre-Dame de Cunault. Le clocher de cette église, en cours de restauration, attend des cloches et le carillon de Constantine trouve alors sa destination. Le plan initial du clocher est modifié pour pouvoir accueillir cet important quatuor qui arrive à Cunault le 19 septembre 1964. Déposées dans un premier temps au sol, les cloches attendent leur élévation au clocher qui a lieu deux ans plus tard, le 9 septembre 1966, en présence du Garde des Sceaux, Jean Foyer, représentant du Gouvernement et de l'évêque Paul Pierre Pinier, évêque de Constantine et Hippone de 1954 à 1970.